# Baqt
Le baqt (ou bakt) est un traité qui aurait été conclu en 652 entre le royaume nubien copte de Makurie et l'Égypte lors de l'expansion musulmane. Il fait suite à l'échec du siège de Dongola par le général arabe Abd Allâh ibn Saad ibn Sarh.
Pacte de non agression établi pour garantir la paix et permettre le commerce, il prévoyait la fourniture chaque année par la Nubie d'environ 400 esclaves en échange de farine, vêtements et chevaux fournis par l’Égypte, ainsi que l'interdiction d'installation durable de membre de chaque pays sur le territoire de l'autre, l'extradition de fugitifs et la libre circulation des marchands.
L'original du traité a été perdu, mais a été recopié à partir de l'original par l'historien arabe Al-Maqrîziy près de huit siècles plus tard. Certaines de ses dispositions sont cependant confirmées dans une lettre arabe datant de 758. À partir de 836, la livraison d'esclaves n'est plus à effectuer qu'une fois tous les trois ans à la suite d'une mission diplomatique du prince Georgios auprès du calife Al-Muʿtas̩im.
La Makurie livrera néanmoins près de 100 000 esclaves aux autorités égyptiennes durant toute la durée du traité.
Le traité, au contenu flou car connu par des commentaires postérieurs et contradictoires, connut divers remaniements au cours des siècles en fonction des forces en présence et maintint une paix relative jusqu'au XIIIe siècle, lorsque Baybars assujettit le royaume de Makurie.